# Färöische Fußballmeisterschaft 1947
Die Färöische Fußballmeisterschaft 1947 wurde in der Meistaradeildin genannten ersten färöischen Liga ausgetragen und war insgesamt die fünfte Saison. Erstmals wurde die Meisterschaft im Ligaspielbetrieb ausgetragen.
Meister wurde SÍ Sørvágur, die den Titel somit zum ersten Mal erringen konnten. Titelverteidiger B36 Tórshavn landete auf dem vierten Platz. MB Miðvágur blieb über die gesamte Spielzeit ohne Punktgewinn. Ohne Punkt blieben nach Einführung des Ligaspielbetriebs 1947 ansonsten nur B36 Tórshavn II 1948, VB Vágur 1949, TB Tvøroyri 1963 sowie NSÍ Runavík 1976.
Die Torquote betrug 3,55 pro Spiel. Den höchsten Sieg erzielte HB Tórshavn mit einem 4:0 im Auswärtsspiel gegen B36 Tórshavn. Das torreichste Spiel absolvierten SÍF Sandavágur und SÍ Sørvágur mit einem 2:5 sowie SÍF Sandavágur und MB Miðvágur mit einem 5:2.

## Modus
Durch die Einführung des Ligaspielbetriebs in der Meistaradeildin mit sieben Mannschaften spielte jedes Team nun an sechs Spieltagen jeweils ein Mal gegen jedes andere. Die punktbeste Mannschaft zu Saisonende stand als Meister dieser Liga fest, eine Abstiegsregelung gab es nicht.

## Saisonverlauf
SÍ Sørvágur verlor das Auswärtsspiel gegen KÍ Klaksvík mit 0:2 und spielte zu Hause gegen B36 Tórshavn 1:1, ansonsten wurden alle Spiele und somit die Meisterschaft gewonnen.

## Abschlusstabelle
| Pl. | Verein           | Sp. | S | U | N | Tore    | Quote | Punkte |
| --- | ---------------- | --- | - | - | - | ------- | ----- | ------ |
| 1.  | SÍ Sørvágur      | 6   | 4 | 1 | 1 | 009:600 | 1,50  | 09:30  |
| 2.  | KÍ Klaksvík      | 6   | 4 | 0 | 2 | 007:500 | 1,40  | 08:40  |
| 3.  | HB Tórshavn      | 6   | 4 | 0 | 2 | 007:600 | 1,17  | 08:40  |
| 4.  | B36 Tórshavn (M) | 6   | 3 | 2 | 1 | 004:600 | 0,67  | 08:40  |
| 5.  | VB Vágur         | 6   | 2 | 1 | 3 | 003:100 | 3,00  | 05:70  |
| 6.  | SÍF Sandavágur   | 6   | 2 | 0 | 4 | 007:700 | 1,00  | 04:80  |
| 7.  | MB Miðvágur      | 6   | 0 | 0 | 6 | 002:800 | 0,25  | 0:12   |

| (M) | Meister 1946 |

## Spiele und Ergebnisse
|                | B36    | HB  | KÍ     | MB     | SÍ     | SÍF    | VB     |
| -------------- | ------ | --- | ------ | ------ | ------ | ------ | ------ |
| B36 Tórshavn   |        | 0:4 | 3:1    |        |        | 0-:- 1 |        |
| HB Tórshavn    |        |     |        | 0-:- 2 |        | 0-:- 2 | 0-:- 2 |
| KÍ Klaksvík    |        | 3:2 |        | 0-:- 3 | 2:0    |        |        |
| MB Miðvágur    | 0-:- 1 |     |        |        | 0-:- 4 |        | 0:3    |
| SÍ Sørvágur    | 1:1    | 3:1 |        |        |        |        | 0-:- 4 |
| SÍF Sandavágur |        |     | 0-:- 5 | 5:2    | 2:5    |        |        |
| VB Vágur       | 0:0    |     | 0:1    |        |        | 0-:- 6 |        |

## Spielstätten
| Mannschaft     | Stadion        | Spielort   |
| -------------- | -------------- | ---------- |
| B36 Tórshavn   | Gundadalur     | Tórshavn   |
| HB Tórshavn    | Gundadalur     | Tórshavn   |
| KÍ Klaksvík    | Við Djúpumýrar | Klaksvík   |
| MB Miðvágur    | Við Kirkjar    | Miðvágur   |
| SÍ Sørvágur    | Pálsoyruni     | Sørvágur   |
| SÍF Sandavágur | Valloyran      | Sandavágur |
| VB Vágur       | Á Eiðinum      | Vágur      |